# 三氯氧化铌
三氯氧化铌是一种无机化合物，化学式 NbOCl3。 它是白色结晶抗磁性固体。它在不纯的五氯化铌里少量出现，是铌化学的重要试剂。

## 结构
固态三氯氧化铌的配位球是扭曲的八面体型分子。 其中的 Nb–O 键和 Nb–Cl 键是不一样的。这种结构可以描述为通过O–Nb–O键桥接的平面型Nb2Cl6。这样，该化合物最好描述为由两个链组成的聚合物。 
在高于320℃的气相三氯氧化铌中，拉曼光谱证明它的结构是含有铌-氧双键的四面体型分子，与人们猜想的一样。

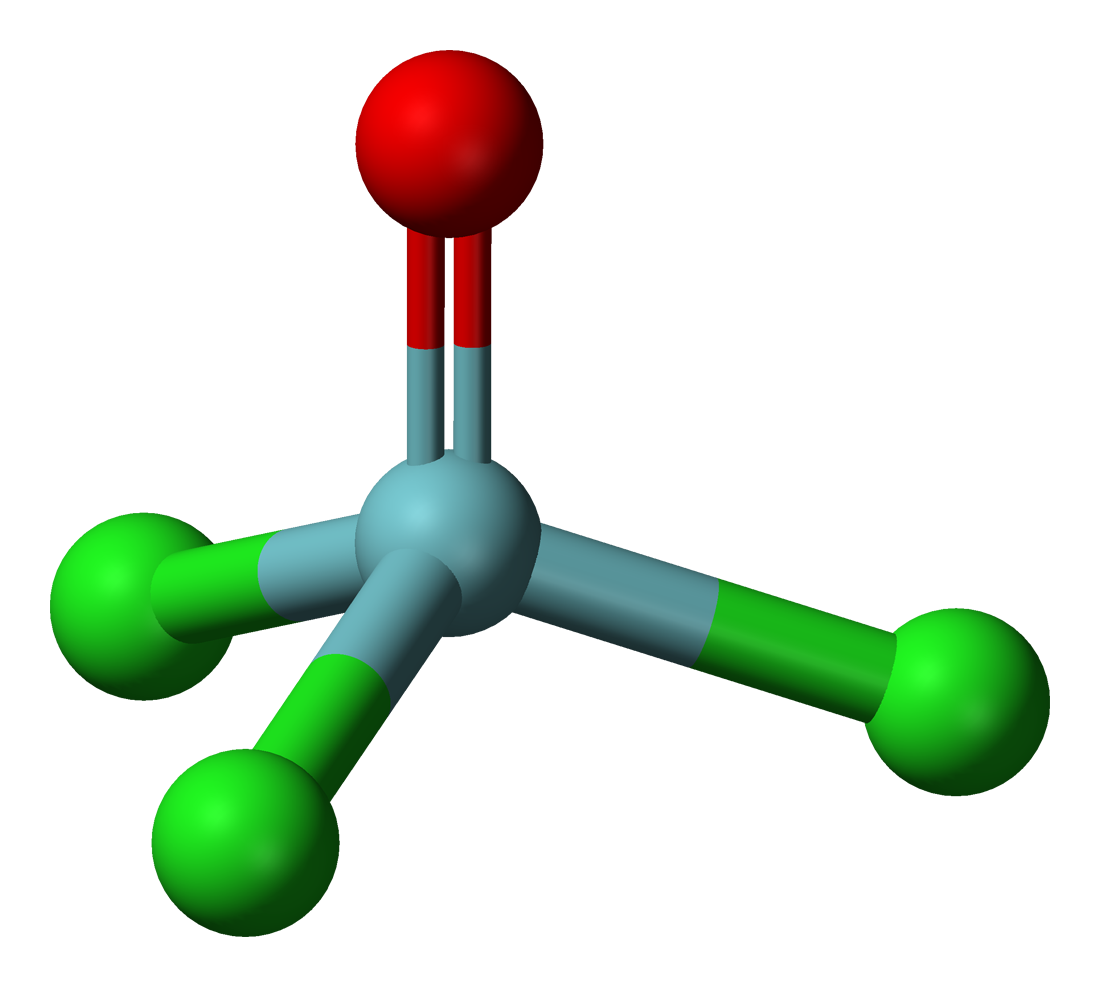
气态 NbOCl_{3} 是一种四面体型分子

## 制备
三氯氧化铌是由五氯化铌和氧气化合而成：
NbCl5  +  1/2 O2   →   NbOCl3  +  Cl2
该反应在约200℃下进行。 NbOCl3在五氧化二铌与各种氯化剂如四氯化碳和亚硫酰氯的反应中也形成了主要的产物。 
2 Nb2O5  +  6 CCl4   →   4 NbOCl3  +  6 COCl2